# Sammisoq

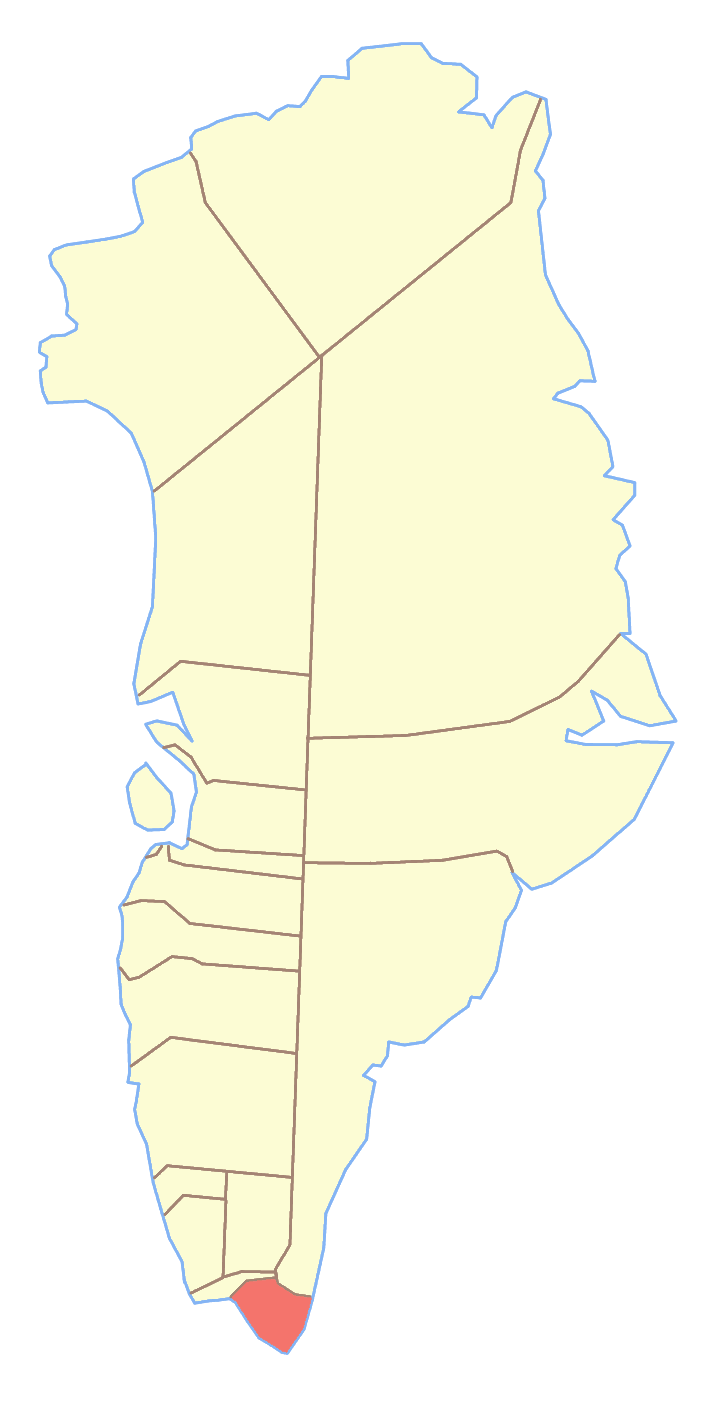
Territorio dell'ex comune di Nanortalik, dove si trova Sammisoq

Sammisoq (o Sangmissoq) è un'isola della Groenlandia di 803 km² che ospita 3 abitanti. Prima della riforma municipale groenlandese apparteneva alla contea della Groenlandia Occidentale e al comune di Nanortalik. Oggi fa parte del comune di Kujalleq.